# هارولد لويد (لاعب كرة قدم)
هارولد لويد (بالإنجليزية: Harold Lloyd)‏ (12 مارس 1920 في المملكة المتحدة - 1 يناير 1984 في المملكة المتحدة) هو مدرب كرة قدم ولاعب كرة قدم بريطاني (وحمل سابقاً جنسية المملكة المتحدة لبريطانيا العظمى وأيرلندا) في مركز حراسة المرمى. لعب مع نادي ترانمير روفرز لكرة القدم وFlint Town United F.C. ‏ ونادي رانكورن هالتون.